# Леова
Лео́ва (также Леово, рум. Leova) — город в Молдавии, центр Леовского района.

## География
Расположен на левом берегу реки Прут в 22 км к северо-западу от железнодорожной станции Яргара.

## Герб
Дата принятия: 1934 год.
Описание: В красном щите серебряный зубчатый пояс, перед которым стоит серебряный лев. Щит увенчан золотой городской короной с 3 башнями.

## История
В 1849 году в местечке Леово Кагульского уезда, проживало 2000 жителей, обоих полов, из них — 257 дворян. Находилась таможенная застава, карантин. Была одна церковь и работали несколько молочных лавочек. Через местечко походила почтовая дорога из Кишинёва в Кагул
В 1897 году в Леово проживало 4877 жителей, из них евреев — 2773 человек (57 %). Согласно переписи населения от 29 декабря 1930 года 52,5 % населения составляли румыны, 35,5 % — евреи.
Во времена МССР в Леово работали эфирномасличный, маслосыродельный и винодельческий заводы. В 1972 году город насчитывал 9,2 тыс. жителей, а в 1991 году — 12,2 тыс. человек.

## Население

### Национальный состав
Национальный состав города согласно переписи населения 2004 года:
| Этническая группа | Население | %     |
| ----------------- | --------- | ----- |
| Молдаване         | 8435      | 84,1  |
| Румыны            | 150       | 1,50  |
| Русские           | 629       | 6,27  |
| Болгары           | 349       | 3,48  |
| Украинцы          | 278       | 2,77  |
| Гагаузы           | 99        | 0,99  |
| Цыгане            | 28        | 0,28  |
| Другие            | 63        |       |
| Итого             | 10 027    | 100 % |

## Известные уроженцы и жители
- Айзикович, Фроим (1901—1974) — еврейский прозаик и поэт.
- Алдя-Теодорович, Ион (1954—1992) — молдавский композитор и певец, брат Петрэ Теодоровича.
- Горбенко, Мстислав Мстиславович (род. 1947) — советский альпинист.
- Капович, Исаак Исаевич (Коган, 1896—1972) — профессор политэкономии, организатор образования.
- Сакциер, Мотл-Герш Абрамович (1907—1987) — еврейский поэт и драматург.
- Теодорович, Пётр Христофорович (1950—1997) — молдавский композитор.
- Фихман, Яков Ильич (1881—1958) — еврейский поэт (жил в Леово в 1905—1908 годах).
- Фридман, Дов-Бер (1822—1876) — раввин Леово, известный поэтому как Бериш Леовер.
- Цибульская, Юлия Георгиевна (род. 1933) — молдавский советский композитор, музыковед, педагог.
- Шафер, Наум Григорьевич (1931—2022) — советский и казахский музыковед (вырос в Леово).
- Штейнберг, Идэ Моисеевич (1863—1908) — еврейский прозаик (жил в Леово в 1897—1905 годах).
- Янкелевич, Идл (1909—1994) — бельгийский и французский скульптор.